# Mi Niña Bonita: Reloaded
A Mi Niña Bonita: Reloaded a venezuelai Chino y Nacho duó harmadik stúdióalbuma. Megjelent 2010. augusztus 24-én.

## Zeneszámok
1. Tu Angelito 3:58
2. Mi Niña Bonita 3:37
3. Se Apagó La Llama (R.K.M & Ken-Y) 4:33
4. Friday 3:50
5. Lo Que No Sabes Tú (El Potro Álvarez & Baroni) 3:52
6. Me Mata, Me Mata 13:42
7. La Pastillita 4:36
8. Dentro de Mí (Don Omar) 3:05
9. Ese Hombre Soy Yo 3:27
10. Voy a Caer En La Tentación 3:50
11. Una Oportunidad 4:01
12. Contigo 4:10
13. You Make Me Feel (Higha) (feat. Baroni) 5:17
14. Niña Bonita (Dance Remix) 3:11
15. Niña Bonita (Urban Remix) (Angel & Khriz) 4:38
16. Niña Bonita (Banda Version) (Dareyes de la Sierra) 3:37
17. Boleto de Amor 4:22
18. Cuando Se Muere El Amor 4:28